# Croton lamianus
Espèce
Classification APG II (2003)
Croton lamianus est une espèce de plantes à fleurs du genre Croton et de la famille Euphorbiaceae présente à Madagascar.